# Ariomma dollfusi
Ariomma dollfusi är en fiskart som först beskrevs av Chabanaud, 1930.  Ariomma dollfusi ingår i släktet Ariomma och familjen Ariommatidae. Inga underarter finns listade i Catalogue of Life.